# Río Alhándiga
El río Alhándiga es un río de la penillanura silícea de la Meseta Norte.
Según la Cuenca Hidrográfica del Duero  se encuentra en un estado ecológico moderado y se prevé que tenga buen estado en el año 2015.
El río Alhándiga nace de la unión de varios arroyos cuyas vertientes principales se encuentran situadas en las estribaciones del monte Tonda, situado en Fuenterroble de Salvatierra (Salamanca, España). El principal arroyo que da origen a este río es el regato Ribera, que nace de la Fuente Umbría en el monte de Tonda, que  se junta al arroyo Accidentes para, posteriormente, unirse al arroyo  de la Dehesa primero y al arroyo de los Coqueros y al arroyo de la Juliana, después. Todos juntos conforman el arroyo de la Rivera que llega al pueblo de Palacios (Salamanca, España) como un único cauce. Pasada esta villa, el arroyo de la Rivera se une al arroyo de Navalcuervo para llegar al pueblo de Berrocal de Salvatierra (Salamanca, España). En este punto, el arroyo de la Rivera pasa a denominarse arroyo de Navalcuervo, aunque por poco tiempo porque a escasa distancia de  Berrocal se convierte en río Alhándiga.
Como tal río pasa por la población de La Maya (Salamanca, España)  y sigue su curso hasta Fresno-Alhándiga (Salamanca, España) donde  termina desembocando en el canal de santa Teresa que, a su vez, confluye  en el embalse de Villagonzalo.

## Fuente
- Archivado el 26 de enero de 2016 en Wayback Machine. chduero.es

- Datos: Q16627126